# Macruronus novaezelandiae
Il nasello merluzzo australe (Macruronus novaezelandiae (Hector, 1871)), noto comunemente come nasello neozelandese o merluzzo neozelandese, è un pesce osseo marino della famiglia Merlucciidae. Non va confuso con il Merluccius australis.

## Distribuzione e habitat
Macruronus novaezelandiae è endemico dell'Australia del sud e della Nuova Zelanda. Vive nel piano circalitorale e, soprattutto nel piano batiale, di solito fra 200 e 700 metri di profondità. Gli adulti si trovano raramente sopra i 400 metri e possono raggiungere i 1000. Al contrario i giovanili vivono in acque basse e penetrano regolarmente in acqua salmastra negli estuari.

## Descrizione
La parte anteriore del corpo è simile a quella dei naselli da cui si distingue facilmente per avere la seconda pinna dorsale, la pinna caudale e la pinna anale in una pinna impari continua. Il corpo è appiattito e allungato, l'estremità caudale è sottile. La colorazione è fondamentalmente argentea con riflessi violacei, bluastri o verdastri sul dorso e pinne scure. La taglia massima è di 130 cm, mediamente si aggira sugli 80 cm. Il peso maggiore noto è di 1,5 kg.

## Biologia
Gli adulti sono bentonici ma possono avventurarsi in acque aperte. Può vivere fino a 25 anni.

### Alimentazione
Le prede principali sono costituite da crostacei, cefalopodi e pesci (soprattutto pesci lanterna).

### Riproduzione
Oviparo, la femmina produce mediamente 1.000.000 di uova che vengono deposte in una sola volta.

## Pesca
Questa specie ha un notevole interesse per la pesca commerciale. Gli stock neozelandesi vengono sfruttati in maniera sostenibile ed hanno la certificazione del Marine Stewardship Council.